# Aloys Henn
Aloys Henn (* 18. November 1902 in Gammelshausen; † 4. März 1988 in Ratingen) war ein deutscher Verleger, Kommunalpolitiker und ehrenamtlicher Landrat (CDU).

## Leben und Beruf
Nach dem Schulbesuch studierte er Philosophie, Pädagogik, Religionsgeschichte, Literatur, Geschichte und Kunstgeschichte in Bonn, München und Köln. 1927 promovierte Henn zum Dr. phil. Er war danach als Assistent bei Instituten der Wirtschaft und bei einem Verlag in Dülmen beschäftigt, bevor er sich selbständig machte. Von 1939 bis 1981 war er Verleger (Henn-Verlag). Henn war verheiratet.
Mitglied des Kreistages des ehemaligen Kreises Düsseldorf-Mettmann war er vom 28. Oktober 1956 bis 1969. Vom 10. April 1961 bis zum 16. Oktober 1964 war Henn Landrat des Kreises. Außerdem war er von 1945 bis 1955 Mitglied im Rat der Stadt Ratingen. 
Henn war Mitglied der Landschaftsversammlung des Landschaftsverbandes Westfalen-Lippe und gehörte verschiedenen Gremien des Landkreistages NRW an.

## Sonstiges
Er ist Träger des Bundesverdienstkreuzes I. Klasse. Henn ist Autor zahlreicher Bücher, die er weitgehend im eigenen Verlag verlegte.